# Darryl Johnson
Darryl Damone Johnson (Flint, 26 ottobre 1965) è un ex cestista statunitense, professionista nella NBA, in Europa, Sudamerica e Oceania.

## Carriera
È stato selezionato dai Golden State Warriors al terzo giro del Draft NBA 1987 (58ª scelta assoluta).

## Palmarès
- Campione WBL (1990)
- Migliore nelle palle recuperate WBL (1989)
- All-CBA Second Team (1996)